# Olcea
Olcea is een Roemeense gemeente in het district Bihor.
Olcea telt 2889 inwoners.